# Лихо
Лихо (одноглазое) — в восточнославянской мифологии персонифицированное воплощение злой доли (лихой, несчастливой судьбы).

## Описание
Лихо в русском языке — «беда, зло, нечет», в первоначальном значении — «остаточный, лишний». Произошло от праслав. *leik* — «оставлять» и является однокоренным как слову «лишний», так и «лишения». «Лишними» часто называли людей, имеющих аномалии — шесть пальцев, лишние зубы и т. п., из-за чего в народе их считали приносящими неудачу. Как следствие, Лихо нередко изображается с различными физическими недостатками (ср. сербохорв. лихорук — «однорукий»).
В народных сказках образ Лиха часто связан с образом Горя. Когда Лихо находится рядом с человеком, последнего начинают преследовать самые разные несчастья.
В русской народной сказке «Лихо одноглазое» предстаёт в образе худой одноглазой великанши-людоедки. По одному из предположений, образ пришёл из мирового фольклора из мифа о циклопе Полифеме и Одиссее.

## Переносное значение слова «лихо»
- Разг. То же, что и зло, горе, беда. Напр., Поминать лихом (вспоминать плохо о ком-либо); хлебнуть лиха (узнать горе, беду); узнать, почем фунт лиха (узнать сполна горе, трудности). Связанные слова: лихоимец (взяточник), лиходей (злодей), лихорадка (болезнь), лихолетье (смутное время), лихач (недисциплинированный водитель, сознательно нарушающий Правила дорожного движения и создающий проблемы и аварийные ситуации на дороге) и т. п.
- Разг. То же, что и удаль, смелость, решительность. Напр., лихой наездник, лихо проскакать[7].
- Разг. Залихватский. Аналог: Задорный, разухабистый, бесшабашный, безбашенный.

## Пословицы и поговорки
- Не буди лихо, пока оно тихо[8].
- Не поминай лихом[9].
- Лихое споро: не умрёт скоро[9].
- Лиха беда — начало[10].
- Лиха беда хлеба нажить, а с хлебом можно жить[9].
- Лихой конь: всех встречных обгоняет[9].
- Тот не лих, кто во хмелю тих.